# Paluch (broń)

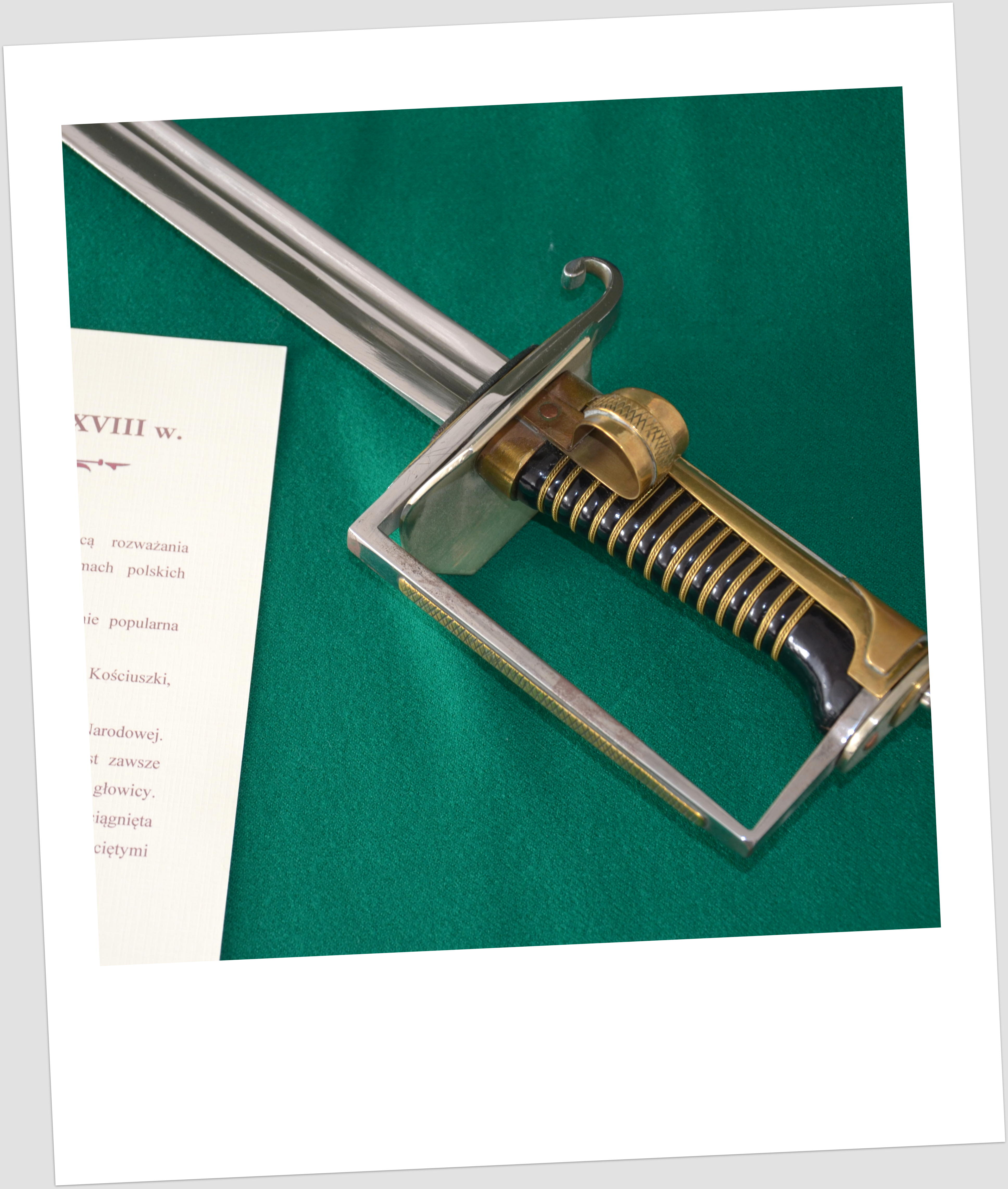
Rękojeść szabli z paluchem

Paluch – metalowa obrączka obejmująca kciuk, zapożyczona z szabel zachodnioeuropejskich, ułatwiająca operowanie szablą i zabezpieczająca wewnętrzną stronę dłoni przed ześlizgującym się ostrzem przeciwnika. Stosowana w Rzeczypospolitej Obojga Narodów w szabli husarskiej.
Umocowany na rękojeści lub przymocowany do jelca szabli pierścień dostosowany do oparcia kciuka, wzmacniał uchwyt i ułatwiał wykonanie cięć bezpośrednich. Przy trafieniu działał jak dźwignia: umożliwiał szybkie odbicie broni, a przy minięciu celu pozwalał na szybkie wycofanie szabli do następnego ataku. Mocowany był za pomocą lutowania, kowalskiego spawu lub nitu.
Typy paluchów:
- paluch pasowany – szeroki, dopasowany do konkretnego kciuka, wspomagający zarówno cięcie, jak i powrót po nim,
- paluch obrączkowy – wąski, tylko przyśpiesza cięcie[4].